# Otto Intze

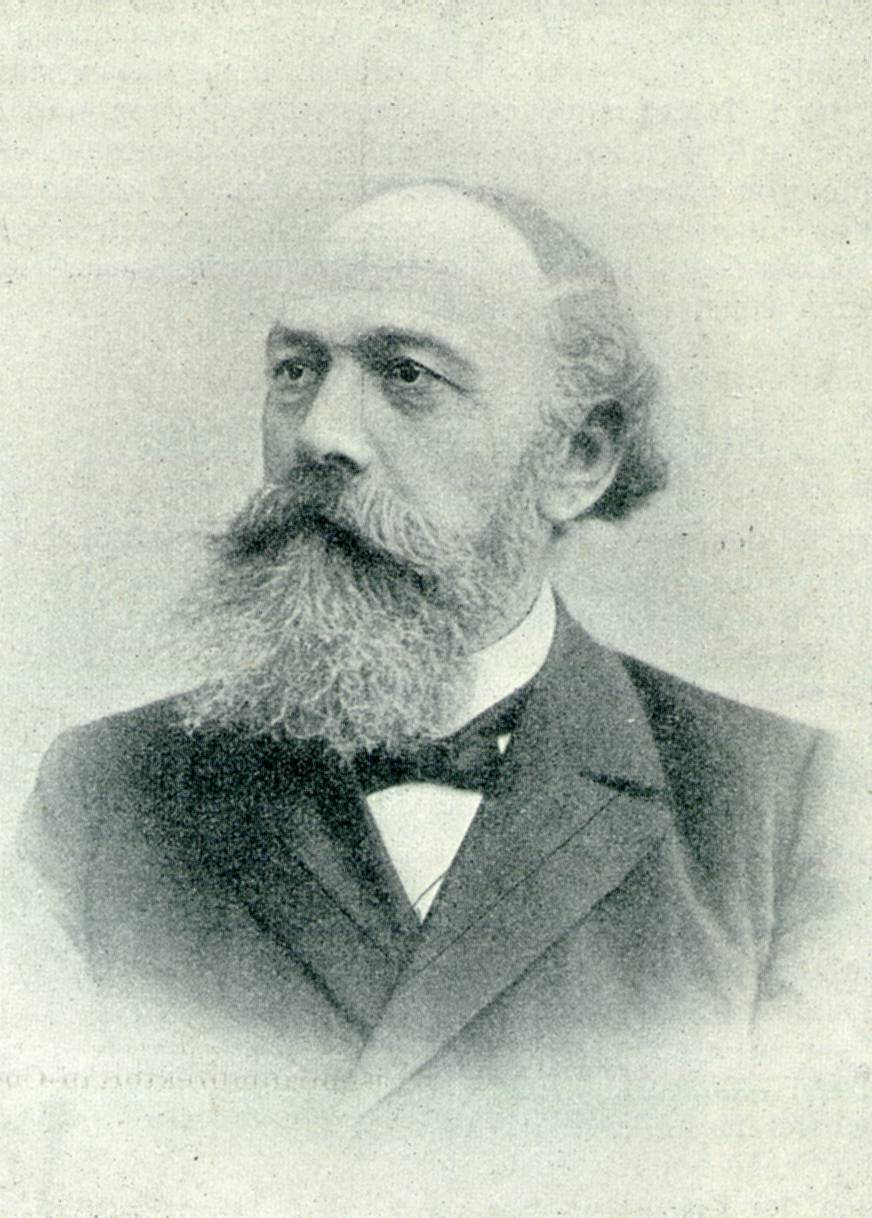
Otto Intze, troligen 1902.

Otto Adolf Ludwig Intze, född 17 maj 1843 i Laage, Mecklenburg, död 28 december 1904 i Aachen, var en tysk vattenbyggnadsingenjör.

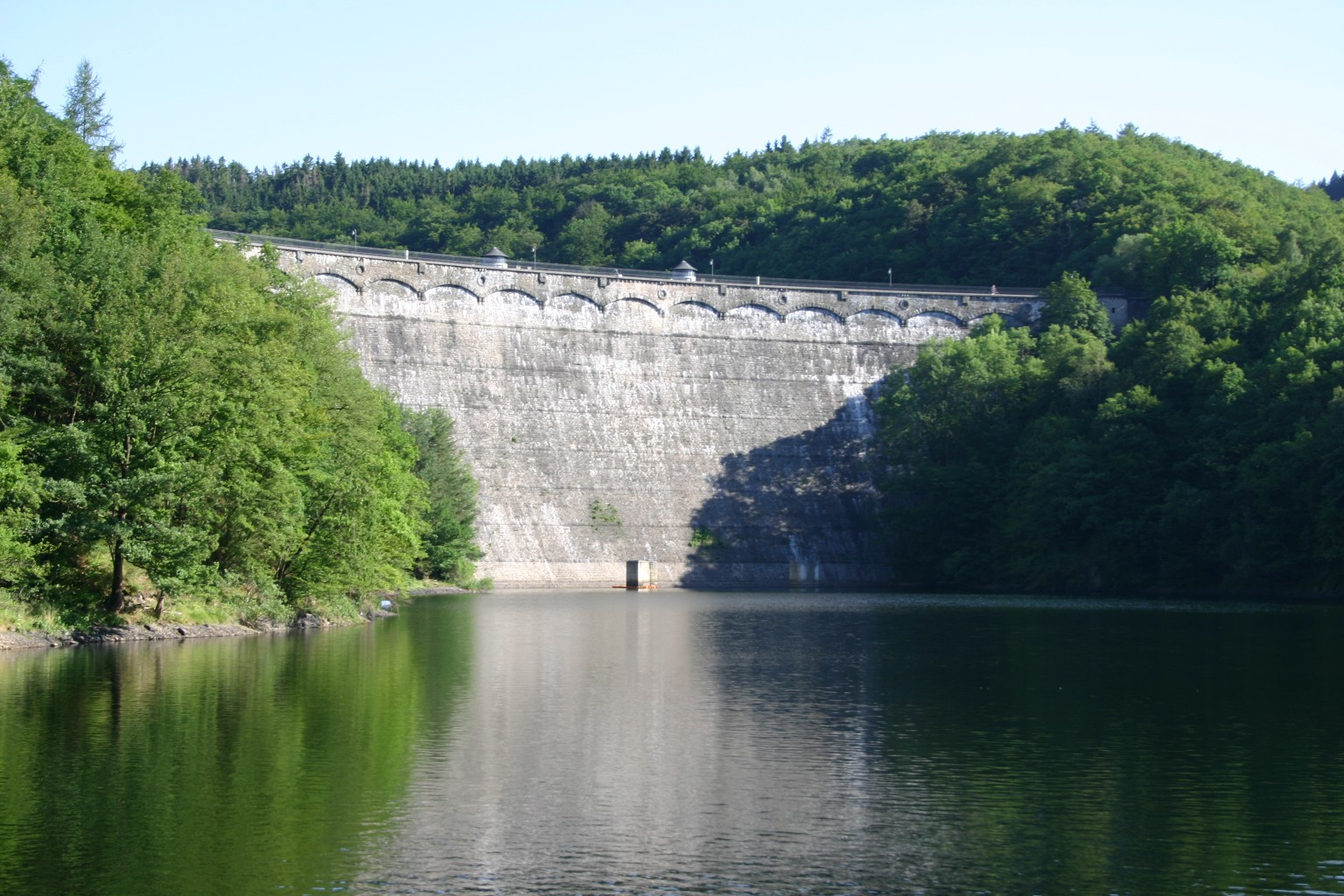
Urfttalsperre.

Intze blev 1870 professor vid Tekniska högskolan i Aachen och var dess rektor 1895-98. Han ägnade sig särskilt åt konstruerande och byggande av dammbyggnader (så kallade Talsperren), varav han under åren 1889-1903 uppförde inte mindre än 19 stycken i olika delar av Tyskland. Tack vare dessa kunde man förebygga många förödande översvämningar, samtidigt som man kunde förse samhällen med dricksvatten och dessutom utjämna energitillgången genom magasinering av vatten. Bland hans skapelser märks främst Urfttalsperre vid Gemünd (tillhör numera Schleiden) i Westfalen. År 1902 blev han hedersdoktor vid Tekniska högskolan i Dresden.